# Woodbury (Devon)
Woodbury – wieś w Anglii, w hrabstwie Devon, w dystrykcie East Devon. Leży 11 km na południowy wschód od miasta Exeter i 247 km na zachód od Londynu. W 2001 miejscowość liczyła 3466 mieszkańców.